# کشتی هوایی بادکنکی

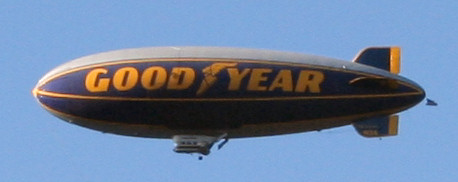
یک بلیمپ

بلیمپ (به انگلیسی: blimp) یا کشتی هوایی غیر صلب یک کشتی هوایی شناور در هواست که بدون ساختار اسکلت‌ بندی است. این هواگرد هیچ اسکلت‌ بندی‌ای مانند زپلین ندارد و فقط به کمک گازهای سبک‌ تر از هوا مانند هلیم یا هیدروژن در هوا شناور است.

## نگارخانه

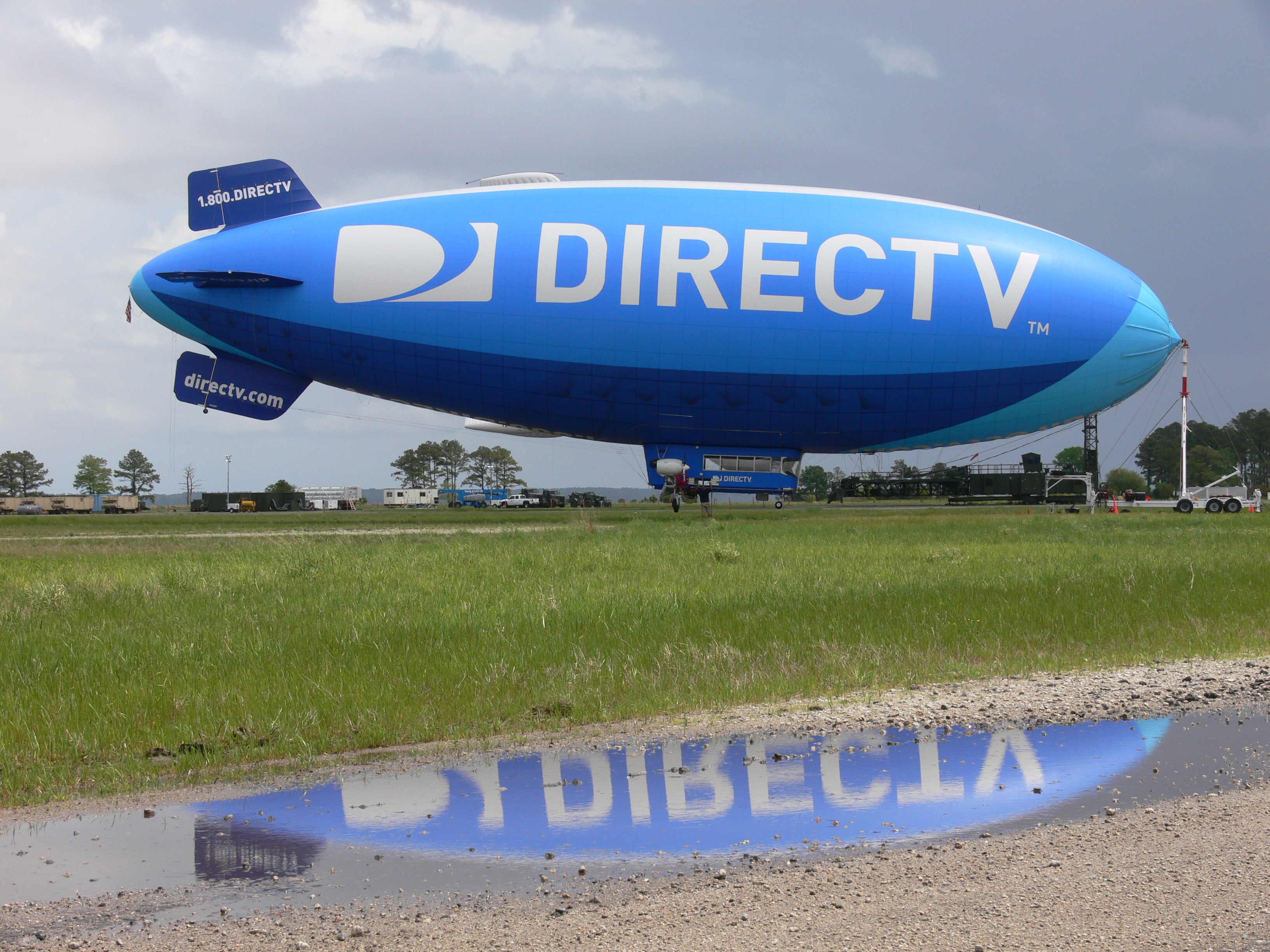
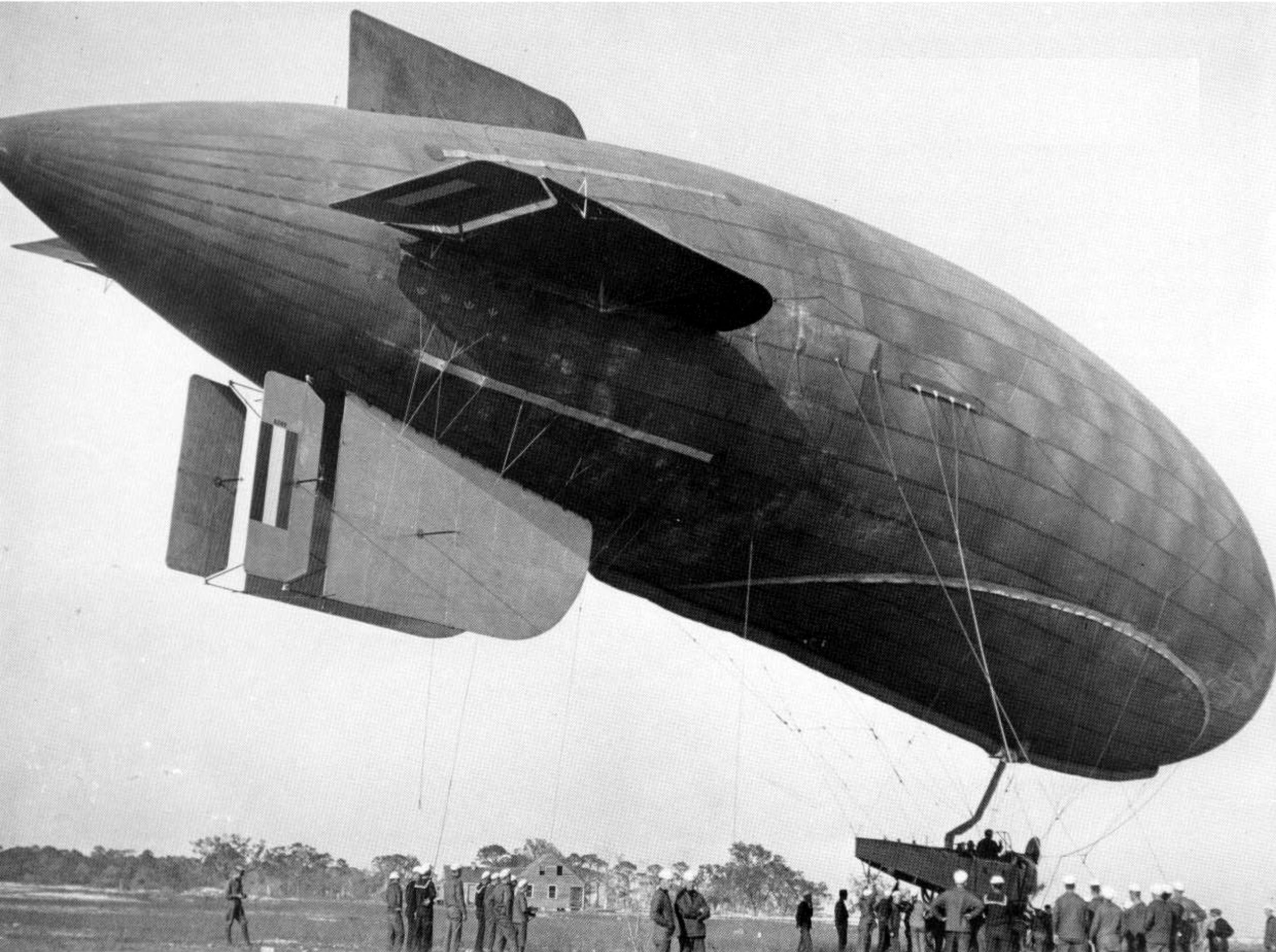
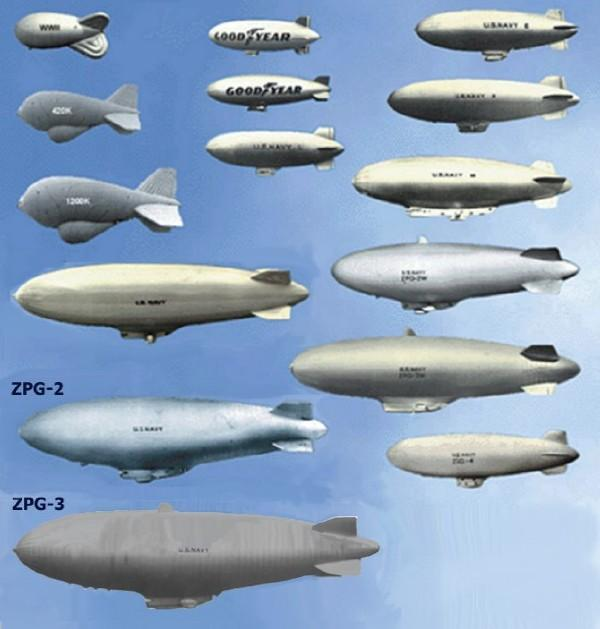
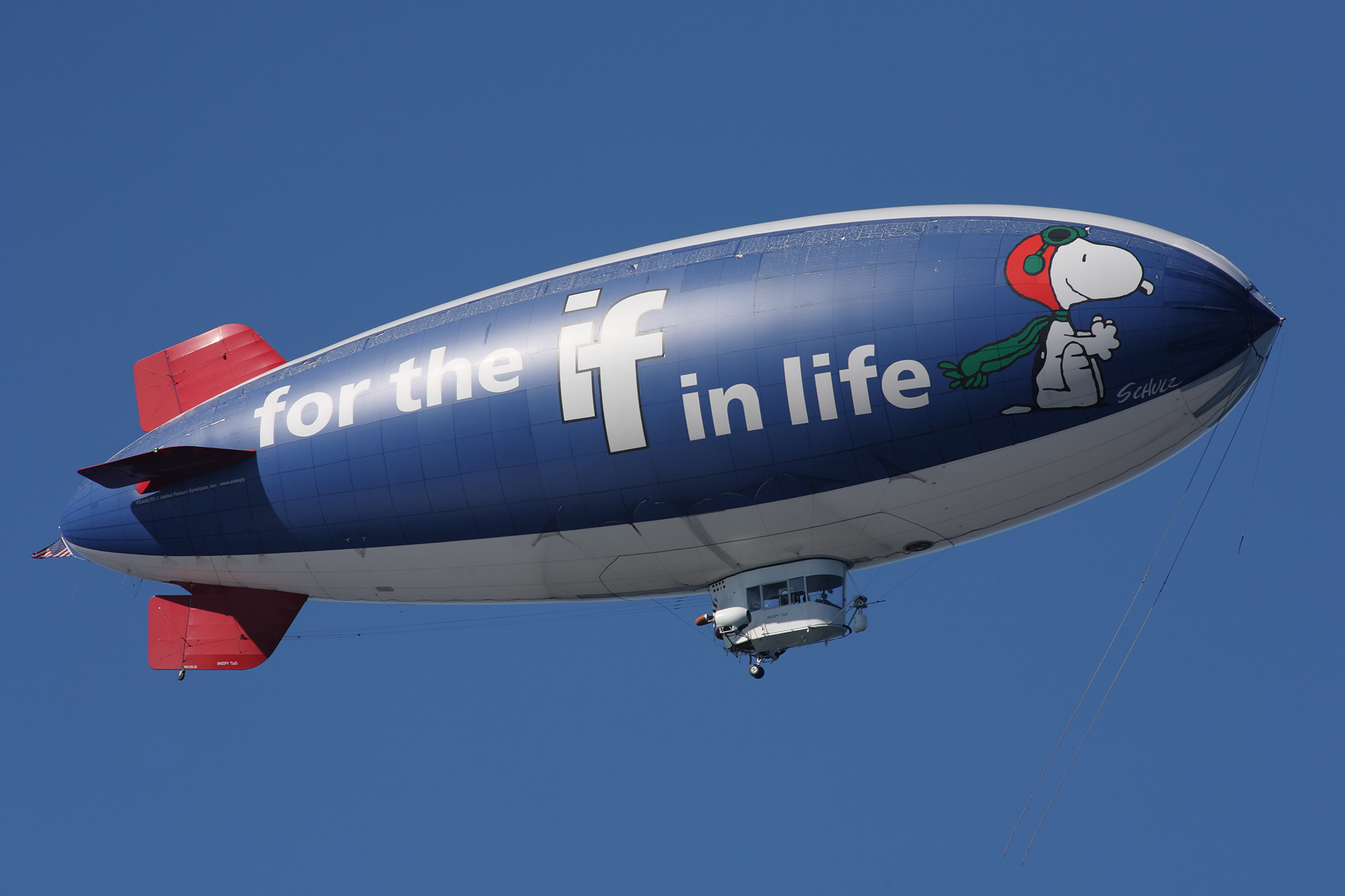